# Pseudominua
Pseudominua is een geslacht van hooiwagens uit de familie Minuidae.
De wetenschappelijke naam Pseudominua is voor het eerst geldig gepubliceerd door Mello-Leitão in 1933. 

## Soorten
Pseudominua omvat de volgende 2 soorten:
- Pseudominua convolvulus
- Pseudominua peruviana